# 米丽娅·莱赫托宁
米丽娅·莱赫托宁（芬蘭語：Mirja Lehtonen，1942年10月19日—2009年8月25日），芬兰女子越野滑雪运动员。她曾代表芬兰参加1964年冬季奥林匹克运动会越野滑雪比赛，获得一枚银牌和一枚铜牌。